# Valkebo härad
Valkebo härad var ett härad i Östergötland. Valkebo härad omfattade ett område sydväst om Linköping, som idag hör till Linköpings kommun. Arealen mätte 411 km² varav land 396 och befolkningen uppgick 1920 till 7 392 invånare. Tingsställe var till 1691 vid Gammalkils kyrka och därefter till Bankeberg i Vikingstads socken. Från omkring 1850 flyttades det till Vikingstad, och från 1918 i Linköping.

## Geografi
Häradsområdet har i norr en bördig och uppodlad slättbygd som i norr avgränsas av Svartån och Gullbergs härad. I söder övergår området i en kuperad skogsbygd. Den största orten är idag Vikingstad.
Häradsområdet avgränsas i väster av Vifolka härad och i sydväst och söder av Göstrings härad. I sydost ligger Kinda härad och i öster gränsar Valkebo mot Hanekinds härad. I norr ligger Gullbergs härad.

### Socknar
Valkebo härad omfattade följande socknar: 
- Gammalkils socken
- Ledbergs socken
- Nykils socken
- Rappestads socken (före 1895 även del i Vifolka härad)
- Sjögestads socken
- Ulrika socken (före 1896 även delar i Vifolka härad, Kinda härad och Ydre härad)
- Vikingstads socken

## Län, fögderier, tingslag, domsagor och tingsrätter
Socknarna ingick i Östergötlands län. Församlingarna tillhör(de) Linköpings stift.
Häradets socknar hörde till följande fögderier:
- 1720-1899 Gullbergs, Bobergs och Valkebo fögderi
- 1900-1917 Vifolka, Valkebo, Gullbergs fögderi
- 1918-1990 Linköpings fögderi

Häradets socknar tillhörde följande tingslag, domsagor och tingsrätter:
- 1680-1917 Valkebo tingslag i  
  - 1680-1778 Kinda, Ydre, Valkebo och Vifolka häraders domsaga
  - 1778-1849 Vifolka och Valkebo häraders domsaga
  - 1850-1923 Gullbergs, Vifolka och Valkebo häraders domsaga
- 1918-1923 Valkebo och Gullbergs tingslag i Vifolka, Valkebo och Gullbergs domsaga
- 1924-1970 Linköpings domsagas tingslag i Linköpings domsaga

- 1971- Linköpings tingsrätt och domsaga

## Häradshövdingar
| Ämbetstid | Namn                                                           | Levnadstid |
| --------- | -------------------------------------------------------------- | ---------- |
| 1353-1361 | Lars Dansson                                                   |            |
| 1381–1383 | Bengt Filipsson (Ulv)                                          | –1383      |
| 1385–1398 | Torkel Haraldsson (Gren)                                       |            |
| 1404–1406 | Esbjörn Kristiernsson Djäkn                                    |            |
| 1420      | Gunnar djäkn (stjärna över halvmåne)                           |            |
| 1422–1425 | Johan Dansson (tre örnfötter)                                  |            |
| 1434–1458 | Inge Jönsson djäkn (snedbjälke med en stjärna i vartdera fält) |            |
| 1473      | Björn Bengtsson                                                |            |
| 1474–1495 | Bengt Haraldsson (Stolpe)                                      |            |
| 1508      | Holmsten Eriksson (Rosenstråle)                                |            |
| 1529      | Anders Claesson Västgöte                                       |            |
| 1534      | Lars Knutsson                                                  |            |
| 1553–1568 | Måns Svensson (Somme)                                          |            |
| 1573–1589 | Mauritz Laxman                                                 | –1611      |
| 1590–1593 | Bengt Slatte                                                   | –1593      |
| 1593–1597 | Mauritz Laxman                                                 | –1611      |
| 1599–1604 | Germund Somme                                                  | –1621      |
| 1605–1606 | Anders Stuart                                                  | –1640      |
| 1607–1608 | Hans Stuart                                                    | –1618      |
| 1612–1620 | Anders Olofsson                                                |            |
| 1624–1627 | Jöns Hansson (Svärd)                                           |            |
| 1680-1686 | Olof Häger                                                     |            |
| 1686-1698 | Mauritz Ludvig Holst                                           | 1636–1700  |
| 1698-1723 | Samuel Hytthon                                                 |            |
| 1724-1742 | Peter Hederhielm                                               |            |
| 1743-1744 | Johan Broström                                                 |            |
| 1744-1747 | Jonas Ekman                                                    |            |